# Marquette, Michigan
Marquette este un oraș din Statele Unite ale Americii și sediul comitatului omonim, Marquette, statul Michigan, SUA.
Populația orașului era de 21.355 la recensământul din 2010, fiind cel mai populat oraș din Upper Peninsula.  Marquette este un port major la Lake Superior. În 2012, Marquette a fost inclus de CBS Money Watch printre 10 cele mai bune locuri de retragere în SUA.

## Clima
| Date climatice pentru Marquette, Michigan                             | Date climatice pentru Marquette, Michigan | Date climatice pentru Marquette, Michigan | Date climatice pentru Marquette, Michigan | Date climatice pentru Marquette, Michigan | Date climatice pentru Marquette, Michigan | Date climatice pentru Marquette, Michigan | Date climatice pentru Marquette, Michigan | Date climatice pentru Marquette, Michigan | Date climatice pentru Marquette, Michigan | Date climatice pentru Marquette, Michigan | Date climatice pentru Marquette, Michigan | Date climatice pentru Marquette, Michigan | Date climatice pentru Marquette, Michigan |
| Luna                                                                  | Ian                                       | Feb                                       | Mar                                       | Apr                                       | Mai                                       | Iun                                       | Iul                                       | Aug                                       | Sep                                       | Oct                                       | Nov                                       | Dec                                       | Anual                                     |
| --------------------------------------------------------------------- | ----------------------------------------- | ----------------------------------------- | ----------------------------------------- | ----------------------------------------- | ----------------------------------------- | ----------------------------------------- | ----------------------------------------- | ----------------------------------------- | ----------------------------------------- | ----------------------------------------- | ----------------------------------------- | ----------------------------------------- | ----------------------------------------- |
| Maxima istorică °F (°C)                                               | 57 (14)                                   | 69 (21)                                   | 82 (28)                                   | 91 (33)                                   | 100 (38)                                  | 101 (38)                                  | 108 (42)                                  | 102 (39)                                  | 98 (37)                                   | 89 (32)                                   | 74 (23)                                   | 60 (16)                                   | 108 (42)                                  |
| Maxima medie °F (°C)                                                  | 25.0 (−3.9)                               | 27.8 (−2.3)                               | 35.9 (2,2)                                | 47.3 (8,5)                                | 59.4 (15,2)                               | 68.3 (20,2)                               | 74.5 (23,6)                               | 74.2 (23,4)                               | 66.8 (19,3)                               | 53.9 (12,2)                               | 40.3 (4,6)                                | 29.1 (−1.6)                               | 50,2 (10,1)                               |
| Media zilnică °F (°C)                                                 | 13.6 (−10.2)                              | 15.5 (−9.2)                               | 24.2 (−4.3)                               | 37.9 (3,3)                                | 50.9 (10,5)                               | 60.6 (15,9)                               | 65.5 (18,6)                               | 63.7 (17,6)                               | 55.8 (13,2)                               | 43.2 (6,2)                                | 30.3 (−0.9)                               | 18.5 (−7.5)                               | 40,0 (4,4)                                |
| Minima medie °F (°C)                                                  | 12.5 (−10.8)                              | 13.6 (−10.2)                              | 22.1 (−5.5)                               | 32.9 (0,5)                                | 42.6 (5,9)                                | 51.5 (10,8)                               | 58.6 (14,8)                               | 59.0 (15)                                 | 52.0 (11,1)                               | 40.6 (4,8)                                | 29.3 (−1.5)                               | 18.0 (−7.8)                               | 36,1 (2,3)                                |
| Minima istorică °F (°C)                                               | −26 (−32)                                 | −33 (−36)                                 | −19 (−28)                                 | 3 (−16)                                   | 16 (−9)                                   | 29 (−2)                                   | 36 (2)                                    | 33 (1)                                    | 22 (−6)                                   | 12 (−11)                                  | −9 (−23)                                  | −20 (−29)                                 | −33 (−36)                                 |
| Precipitații inches (mm)                                              | 1.80 (45.7)                               | 1.31 (33.3)                               | 2.01 (51.1)                               | 2.33 (59.2)                               | 2.56 (65)                                 | 2.67 (67.8)                               | 2.66 (67.6)                               | 2.63 (66.8)                               | 3.31 (84.1)                               | 3.14 (79.8)                               | 2.63 (66.8)                               | 1.95 (49.5)                               | 28,98 (736,1)                             |
| Zăpadă inches (cm)                                                    | 32.0 (81.3)                               | 26.6 (67.6)                               | 24.6 (62.5)                               | 10.5 (26.7)                               | 1.5 (3.8)                                 | 0 (0)                                     | 0 (0)                                     | 0 (0)                                     | 0.2 (0.5)                                 | 4.3 (10.9)                                | 18.3 (46.5)                               | 31.7 (80.5)                               | 149,1 (378,7)                             |
| Nr. de zile cu precipitații (≥ 0.01 in)                               | 17.3                                      | 11.4                                      | 11.9                                      | 10.5                                      | 10.3                                      | 11.4                                      | 10.8                                      | 10.8                                      | 13.1                                      | 13.8                                      | 13.6                                      | 15.0                                      | 150,0                                     |
| Nr. mediu de zile cu ninsoare (≥ 0.1 in)                              | 18.6                                      | 12.3                                      | 10.1                                      | 4.4                                       | 0.2                                       | 0                                         | 0                                         | 0                                         | 0.1                                       | 0.8                                       | 7.7                                       | 14.7                                      | 68,8                                      |
| Ore însorite                                                          | 105.5                                     | 128.8                                     | 181.3                                     | 225.3                                     | 278.8                                     | 289.7                                     | 322.8                                     | 270.6                                     | 191.5                                     | 140.6                                     | 80.7                                      | 78.2                                      | 2.293,8                                   |
| Sursă: NOAA (normals 1981–2010, sun 1961–1990, extremes 1860–present) |                                           |                                           |                                           |                                           |                                           |                                           |                                           |                                           |                                           |                                           |                                           |                                           |                                           |

## Media
- Ziare: The Mining Journal, The North Wind și Marquette Monthly
- Televiziune: WLUC-TV/WLUC-DT2, WBUP-TV/WBKP, WZMQ, WNMU-TV și WJMN-TV
- Radio: WNMU-FM, WHWL-FM, WUPK-FM, WFXD-FM, WUPT-FM, WUPX, WJPD-FM, WUPZ-FM, WKPK-FM, WUPG-FM, WGLQ-FM, WRUP-FM, WNGE-FM, WKQS-FM, WCMM-FM, W291BH, WMQT, WDMJ-AM, WIAN-AM și WZAM-AM

## Orașe înfrățite
Marquette are două orașe înfrățite.
- Higashiōmi (Japonia) din 1979
- Kajaani (Finlanda) 1997